# Taito Legends
Taito Legends ist eine Kollektion von 29 bekannten Taito-Videospielklassikern, die von Empire Interactive entwickelt und im Jahr 2005 von Empire Interactive in Europa und Sega in Nordamerika für PlayStation 2, Xbox und Microsoft Windows veröffentlicht wurde.
2006 erschien mit Taito Legends 2 ein Nachfolger.

## Spiele
Die folgenden 29 Spiele sind in Taito Legends enthalten:
- Battle Shark
- Bubble Bobble
- Colony 7
- Continental Circus
- Electric Yo-Yo
- Elevator Action
- Exzisus
- Gladiator
- Great Swordsman
- Jungle Hunt
- New Zealand Story
- Ninja Kids
- Operation Thunderbolt
- Operation Wolf
- Phoenix
- Plotting
- Plump Pop
- Rainbow Islands
- Rastan
- Return of the Invaders
- Space Gun
- Space Invaders
- Space Invaders Part II
- Super Qix
- Thunderfox
- Tokio
- Tube It
- Volfied
- Zoo Keeper

## Rezeption
M! Games bezeichnete Taito Legends als mustergültige Retro-Sammlung. Die Fehlende Unterstützung für Lightguns sowie die kargen, lieblos gestalteten Menüs seien enttäuschend.